# 渋佐和佳奈
渋佐 和佳奈（しぶさ わかな、1990年10月22日 - ）は、日本のフリーアナウンサー。元東日本放送アナウンサー。元WOWOWの女性契約アナウンサー。

## 来歴・人物
東京都世田谷区出身。慶應義塾大学環境情報学部卒業。
大学時代は日本テレビイベントコンパニオンを務め、2011年4月（大学3年生）から12月末まで『Oha!4 NEWS LIVE』（日テレNEWS24制作・日本テレビ系列）に女子大生アシスタント「Oha!4 JD」（後にアシスタントに改称）として出演していた。
日テレイベントコンパニオンの同期である田中麻耶（元名古屋テレビ放送、現セントフォース）とは現在でも交流がある。
大学卒業後、2013年4月東日本放送に、アナウンサーとして入社。『スーパーJチャンネルみやぎ』『ベガchan!』などの番組を担当した。
2016年9月、東日本放送を退社。
同年10月に、ニチエンプロダクションへ所属。
翌年の2017年4月からWOWOWへ契約アナウンサーとして出演。
現在はフリーアナウンサーとしてニチエンプロダクションに所属。
趣味は海外旅行。これまでに30カ国以上を訪れた。

## 現在の出演番組
- NBA バスケットボール
- テニス グランドスラム
- UFC -究極格闘技-
- Going!Sports&News（日本テレビ、2022年4月23日) シカゴ・カブスリポーター

## 過去の出演番組

### 東日本放送時代
- 『スーパーJチャンネルみやぎ』（月〜木：キャスター、東日本放送、～2016年9月）
- 『映画「殿、利息でござる!」公開記念スペシャル～庶民かお上か!?平成の銭戦』(東日本放送制作、2016年5月2日) - 進行
- 『朝だ!生です旅サラダ』ラッシャー板前全国中継（2013年 - 2016年、不定期）- 宮城担当リポーター
- 『スーパーJチャンネルSP震災5年…被災地のいま 25カ所から全編生中継』（2016年3月11日）- 宮城県女川町から生中継
- 『ナニコレ珍百景〜3時間 テレ朝系列局投稿スペシャル 開局55周年記念〜』（2014年1月29日）- KHBアナウンサーとして特別出演
- 『報道ステーション』（テレビ朝日制作、2014年2月14日）- 中継
- 『報道ステーションSUNDAY』（テレビ朝日制作、2013年11月24日）- 東北楽天ゴールデンイーグルスのパシフィック・リーグおよび日本シリーズ優勝記念パレード生中継
- ベガルタ仙台中継 - ピッチリポーター
- 『ベガchan!』ナビゲーター -ベガルタ仙台応援番組
- KHBニュース

### 学生時代
- 『Oha!4 NEWS LIVE』（日テレNEWS24制作・日本テレビ系列、2011年4月 - 12月）

### ドラマ
- 相棒 season23 第9話（テレビ朝日、2025年1月1日）[7][8]